# Данилов, Юрий Михайлович
Ю́рий Миха́йлович Дани́лов (род. 1 августа 1950, Мукачево, Закарпатская область, УССР, СССР) — советский и российский юрист. Заслуженный юрист Российской Федерации.
Заместитель Министра юстиции СССР (1991—1992). Судья Конституционного суда Российской Федерации (1994—2020).

## Биография
Родился 1 августа 1950 года в городе Мукачево Закарпатской области УССР.
В 1968—1969 годах работал слесарем на Луганском тепловозостроительном заводе. В 1969—1971 годах проходил срочную службу в Советской армии.
После окончания в 1976 году юридического факультета Воронежского государственного университета им. Ленинского комсомола до 1980 года был народным судьёй Поворинского района Воронежской области.
В период с 1980 по 1983 годы был членом, а в 1985—1989 годах — председателем Воронежского областного суда. В 1983—1985 годы был инструктором Воронежского областного комитета КПСС.
В 1989—1991 годы был первым заместителем начальника Управления общих судов Министерства юстиции СССР, а в 1991—1992 годы — заместителем Министра юстиции СССР.
В 1992—1993 годах — главный юрист и вице-президент Международной продовольственной биржи в Москве;
С марта 1993 года по ноябрь 1994 года был заместителем Председателя Государственного комитета РФ по антимонопольной политике и поддержке новых экономических структур (ГКАП), на этой должности курировал деятельность Главного правового управления (ГПУ), Главного управления территориальных органов, Управления контроля за организованными товарами и финансовыми рынками, финансово-бюджетного управления. Параллельно был членом Коллегии Комитета и председателем Комиссии по товарным биржам при ГКАП РФ.
В марте 1994 года Министерством юстиции РФ был рекомендован на должность судьи Конституционного суда РФ, а 15 ноября 1994 года Советом Федерации был избран судьёй Конституционного суда РФ (при голосовании 99 голосов было «за» и 35 — «против»). 14 февраля 1995 года был включен в состав второй палаты Конституционного суда РФ.
В период с февраля 2001 года по июль 2009 года был судьёй-секретарём Конституционного суда РФ.

## Награды
- Орден Почёта (2011)[2];
- почётное звание Заслуженный юрист Российской Федерации.